# Svenstrup Sogn (Sønderborg Kommune)
 For alternative betydninger, se Svenstrup Sogn. (Se også artikler, som begynder med Svenstrup Sogn)
Svenstrup Sogn er et sogn i Sønderborg Provsti (Haderslev Stift).
Svenstrup Sogn hørte til Als Nørre Herred i Sønderborg Amt. Svenstrup sognekommune blev ved kommunalreformen i 1970 indlemmet i Nordborg Kommune, der ved strukturreformen i 2007 indgik i Sønderborg Kommune.
I Svenstrup Sogn ligger Svenstrup Kirke.
I sognet findes følgende autoriserede stednavne:
- Egebjerg (areal)
- Gildbro (bebyggelse)
- Himmark (bebyggelse)
- Himmark Mark (bebyggelse)
- Hjortspring Kobbel (bebyggelse)
- Karlsminde (bebyggelse)
- Klingbjerg (bebyggelse)
- Paragraf Fem (bebyggelse)
- Sandvig (bebyggelse)
- Stevning (bebyggelse, ejerlav)
- Stevning Nor (vandareal)
- Stevning Næs (areal)
- Stevningnor (bebyggelse)
- Svenstrup (bebyggelse, ejerlav)
- Sønderlund (bebyggelse)
- Torup (bebyggelse)
- Tranerodde (areal)

## Afstemningsresultat
Folkeafstemningen ved Genforeningen i 1920 gav i Svenstrup Sogn 652 stemmer for Danmark, 32 for Tyskland. Af vælgerne var 42 tilrejst fra Danmark, 22 fra Tyskland.